# 中蘇國界東段協定
《中华人民共和国和苏维埃社会主义共和国联盟关于中苏国界东段的协定》，是中華人民共和國和苏维埃社会主义共和国联盟於1991年5月簽定的劃界條約，以解決兩國之間大多數的邊界爭端，在1991年5月中共中央总书记、中央军委主席江泽民访问苏联期间与苏共中央总书记、苏联总统戈尔巴乔夫签订。該條約最初由中國和蘇聯簽訂，蘇聯解體後俄羅斯等國繼續依該條約與中國談判。